# Ковалёва, Клавдия Васильевна
Кла́вдия Васи́льевна Ковалёва (род. 20 апреля 1922, Ржев) — медицинская сестра в период Великой Отечественной войны.

## Биография
Во время войны была медсестрой в 596-м полевом госпитале; участница обороны Москвы, освобождения Праги, взятия Берлина.
С 1946 года жила в Новосибирске, с 1951 года — в Томске, где работала в бибколлекторе книжного издательства. В 1952—1965 годах работала паспортистом в Отделе внутренних дел Томска-7, в 1965—1984 годы — председателем объединённого комитета профсоюзов, старшим бухгалтером завода дорожных машин в Брянске.
С 1984 год живёт в Томске-7 (ныне Северск). В 1990-е годы была одним из инициаторов и организаторов строительства храма в городе.

## Награды
- орден Отечественной войны II степени
- орден Красной Звезды
- медаль «За боевые заслуги»
- медаль «За оборону Москвы»
- медаль «За взятие Берлина»
- медаль «За освобождение Праги»
- медаль «За победу над Германией».